# مجموعة لولو الدولية
مجموعة لولو الدولية هي مجموعة هندية متعددة الجنسيات شركة تكتل التي تدير سلسلة من محلات السوبر ماركت والبيع بالتجزئة الشركات، ومقرها في أبو ظبي، الإمارات العربية المتحدة. تأسست في عام 2000 من قبل ماجستير يوسف علي الذي ينحدر من ناتيكا، منطقة ثريسور في ولاية كيرالا ، الهند. تدير مجموعة لولو الدولية بشكل رئيسي السلسلة الدولية من محلات السوبر ماركت المسماة لولو هايبر ماركت عبر مجلس التعاون الخليجي. لولو لديها أكثر من 57000 موظف من جنسيات مختلفة.
إنها واحدة من أكبر سلاسل البيع بالتجزئة في آسيا وهي الأكبر في الشرق الأوسط حيث يوجد 154 منفذًا في دول مجلس التعاون الخليجي. تدير مجموعة لولو الدولية لولو هايبر ماركت التي تضم أيضًا 13 مركزًا تجاريًا في جميع أنحاء دول مجلس التعاون الخليجي، ومركز لولو الدولي للتسوق أكبر مول في الهند إلى جانب فنادق ومنتجعات ماريوت ، وكوتشي في حرم لولو نفسه وأكبر مركز تجاري في ماليزيا. قامت شركة الأبحاث ديلويت بوضعها مؤخراً بين أسرع 50 شركة تجزئة في العالم نمواً. بدأت Lulu أيضًا مركز لولو للمؤتمرات في تريشور والذي يمتد على مساحة 18 فدانًا (73000 متر مربع) بمساحة مبنية تبلغ 160,000 قدم مربع (15000 متر مربع). مشروع لولو التابع لمركز لولو بولجاليتي الدولي للمؤتمرات في جزيرة بولجاتي هو واحد من أكبر مركز المؤتمرات في جنوب آسيا  إلى جانب ثالث أكبر فندق يحمل علامة جراند حياة  في نفس الحرم الجامعي. في عام 2016 ، قام م. أ. يوسف علي، مؤسس لولو، بشراء مبنى سكتلاند يارد في لندن. وفقًا لعام 2013 ، تمتلك يوسف علي حصة تبلغ 9.37 في المائة في مطار كوتشين الدولي. اشترت شركة مجموعة لولو الدولية حصة قدرها 10 في المائة في شركة الهند الشرقية ومقرها المملكة المتحدة وحصة 40 في المائة في شركة الأطعمة التابعة التابعة لها مقابل حوالي 85 مليون دولار في المجموع. واي الدولية، مركز توزيع الصادرات في الولايات المتحدة وأوروبا لـ مجموعة لولو الدولية 

## التاريخ
افتتحت مجموعة لولو الدولية أول سوبر ماركت لها في أبو ظبي ، الإمارات العربية المتحدة ، في عام 1995 ، عندما بدأ سيناريو تجارة التجزئة في المنطقة يتغير مع دخول القارة (كارفور الآن). في وقت لاحق، تم افتتاح المزيد من متاجر لولو سوبر ماركت في أجزاء مختلفة من أبو ظبي، وهناك أيضًا العديد من متاجر اللولو الموجودة في إمارة دبي. في أواخر التسعينيات، تم إطلاق متاجر مركز لولو، وتم توسيع المجموعة لتشمل دولًا أخرى في الشرق الأوسط .
في عام 2000 ، تم افتتاح أول متجر لولو هايبر ماركت في دبي. مع هذا الإطلاق، شرعت المجموعة في خطة توسع قوية. سرعان ما نمت لتصبح سلسلة مع العديد من المنافذ في الإمارات العربية المتحدة والكويت وقطر والمملكة العربية السعودية والبحرين وسلطنة عمان واليمن. في 10 مارس 2013 ، تم افتتاح لولو هايبر ماركت في كوتشي بالهند في لولو مول وهو أكبر مركز تسوق في الهند. تخطط مجموعة لولو أيضًا لاستثمار 1000 كرور روبية لإنشاء مركز مؤتمرات دولي، وفندق خمس نجوم ومركز تجاري في لكناو ، ولاية أوتار براديش. لقد بدأوا أيضًا بناء لولو مول في تريفاندروم ، والذي سيكون عند اكتماله ثاني أكبر مركز تجاري في الهند بعد المركز التجاري في كوتشي.

## عمليات

### الشرق الأوسط والهند
اعتبارًا من يوليو 2022 ، يوجد أكثر من 200 فرع لولو هايبر ماركت في دول مجلس التعاون الخليجي ، وأربعة في الهند في كيرلا ولكهنؤ وبنغالور وثيروفانانثابورام وواحد في ماليزيا وأربعة في إندونيسيا. تخضع مجموعة لولو لخطط توسع هائلة في قطاع التجزئة وتجهيز الأغذية والخدمات اللوجستية. تستثمر مجموعة لولو في بنغالور وتشيناي وحيدر آباد وفيساخاباتنام ولكهنؤ وكاليكوت وثيروفانانثابورام.

### دولي
في أبريل 2013 ، أطلقت مجموعة لولو عملياتها في المملكة المتحدة في برمنغهام بافتتاح منشأة لوجستية وتعبئة تحت اسم واي الدولية. تقوم المنشأة التي تبلغ مساحتها 20 ألف قدم مربع بشراء وتصدير المنتجات الغذائية وغير الغذائية والمبردة والمجمدة من أصل بريطاني إلى لولو هايبر ماركتس المنتشرة في جميع أنحاء دول الخليج. يتم أيضًا تنفيذ ترميز التواريخ ووضع العلامات الخاصة بالبلدان المختلفة، وترجمة الملصقات، والشهادات الحلال والشهادات الأخرى ذات الصلة. يعمل حوالي 60 مواطنًا بريطانيًا في المنشأة التي تأمل في توفير 200 وظيفة قريبًا. في مايو 2014 ، عقب زيارة رئيس الوزراء نجيب عبد الرزاق إلى الإمارات العربية المتحدة ، تم توقيع مذكرة تفاهم بين لولو هايبر ماركت والهيئة الفيدرالية لتطوير الأراضي لإنشاء عشرة لولو هايبر ماركت في ماليزيا.

### مواقع
| البلد                    | أول متجر | عدد المتاجر                    |
| ------------------------ | -------- | ------------------------------ |
| الإمارات العربية المتحدة | 2000     | العديد من المتاجر في 7 إمارات. |
| عمان                     | 2005     | 50                             |
| البحرين                  | 2007     | 8                              |
| السعودية                 | 2009     | 34                             |
| الكويت                   | 2007     | 6                              |
| قطر                      | 2000     | 22                             |
| مصر                      | 2010     | 2                              |
| الهند                    | 2013     | 5                              |
| اليمن                    | 2006     | 1                              |
| إندونيسيا                | 2016     | 2                              |
| سورينام                  | 2016     | 1                              |
| ماليزيا                  | 2016     | 4                              |

## لولو بطاقات الائتمان ذات العلامات التجارية المشتركة
أقامت لولو هايبر ماركت شراكة مع البنوك في الشرق الأوسط لإنشاء بطاقات ذات علامة تجارية مشتركة تساعد العملاء المخلصين على الحصول على امتيازات ومكافآت خاصة في كل مرة يتسوقون فيها. تساعد بطاقة لولو الائتمانية بالتعاون مع بنك أبوظبي التجاري المستخدمين على كسب نقاط مقابل كل درهم إماراتي تنفقه في أي من متاجر لولو في الإمارات العربية المتحدة.
بطاقة الائتمان التسوق ولو بنك الدوحة بالتعاون مع بنك الدوحة يعطي حاملي بطاقات 5٪ خصم على كل عملية شراء مصنوعة من منفذ اللولو في قطر. يمكن أيضًا تجميع نقاط التسوق واستردادها عند الشراء.

## ملكية
شركة لولو هايبرماركت مملوكة للشركة الأم مجموعة لولو الدولية. تمتلك مجموعة لولو الدولية أيضًا 2014 القابضة ، التي تمتلك الفنادق في جميع أنحاء العالم.

## روابط خارجية
- الموقع الرسمي